# 소니 리스턴

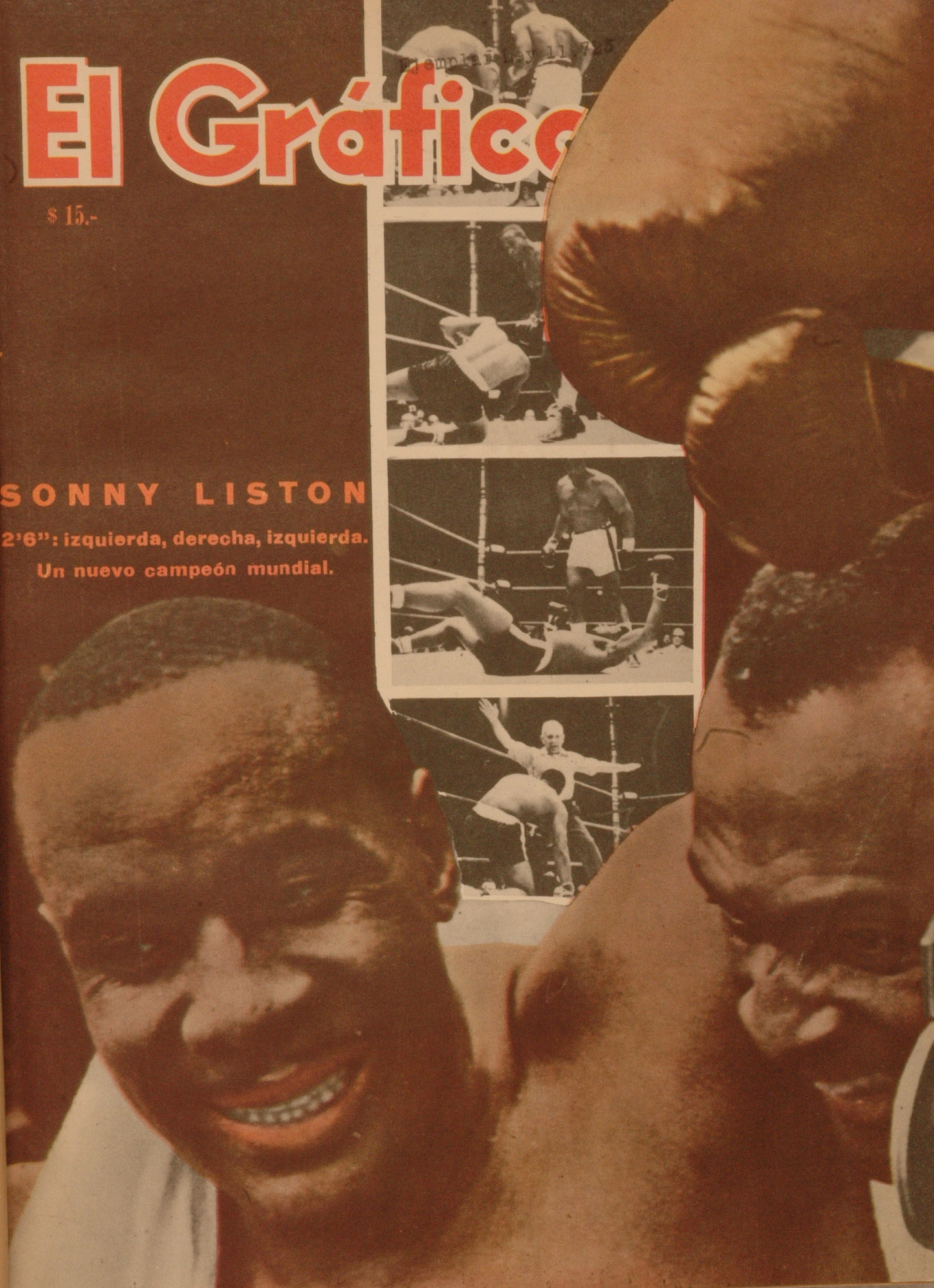

소니 리스턴(Sonny Liston, 1932년 5월 8일 ~ 1970년 12월 30일)은 미국의 권투 선수이다.

## 사망
1971년 1월 5일, 귀성에서 돌아온 아내가 라스베이거스의 집 침대에서 리스턴이 죽어있는 것을 발견하였다. 검사관에 의해 이미 6일 전에 사망 한 것으로 추정되었다. 부엌에서 헤로인이 발견되었고, 리스턴의 팔에 주사 자국이 있었기 때문에 헤로인 과다 복용이 정설이지만, 심장 마비와 마피아에 의해 살해되었다는 등 여러 설이 있다.